# Georgina Rodríguez
Georgina Rodríguez Hernández (Buenos Aires, 27 de janeiro de 1994) é uma modelo, empresária e influenciadora argentina-espanhola, conhecida por ser namorada do futebolista Cristiano Ronaldo e por protagonizar desfiles em passarelas, reportagens, revistas de moda e programas de televisão.

## Biografia
Georgina nasceu em 27 de janeiro de 1994 em Buenos Aires, mas viveu toda a sua vida no norte de Espanha, em Jaca. É filha de pai argentino, Jorge Rodríguez, e de mãe espanhola, Ana María Hernández. De acordo com Georgina, "meu pai é argentino e minha mãe é de Múrcia. Foram a Buenos Aires com minha irmã Ivana para que elas conhecessem a família de meu pai. Decidiram ficar um tempo ali e eu nasci. Meu pai tentou convencer a minha mãe a viver na Argentina, mas não o conseguiu e, quando eu tinha um ano, regressaram a Múrcia. Depois, nos mudamos para Jaca".
Em 2016, trabalhou como vendedora numa loja Gucci de Madrid durante oito meses e, depois, na loja Prada no El Corte Inglés.
Tem uma meia-irmã, Patrícia Rodríguez, que é filha do pai com a primeira mulher, e uma irmã Ivana Rodríguez.
Em dezembro de 2016, iniciou uma relação com o jogador de futebol português Cristiano Ronaldo, com quem passou a viver em união estavel, embora não tenha se casado legalmente. Tiveram a sua primeira filha, Alana Martina em novembro de 2017, sendo a quarta filha do futebolista. Em outubro de 2021, o casal anunciou sua segunda gravidez, de gêmeos, sendo um menino e uma menina. Em 18 de abril de 2022, Cristiano anunciou o falecimento do menino durante o parto. A menina nasceu saudável e recebeu o nome de Bella Esmeralda, enquanto o menino se chamaria Ángel. Ronaldo tem mais três filhos biológicos, Cristiano Ronaldo Jr. nascido em 17 de junho de 2009 e os gêmeos Eva e Matteo nascidos em 8 de junho de 2017, porém todos consideram e tratam Georgina como mãe, assim como ela declara que todos são seus filhos.

## Carreira
Assinou contrato com a agência de modelos UM Models em 2017. Durante sua carreira, fez trabalhos para Grazia, Men's Health, Glamorous e Yamamay, além de ter sido embaixadora da marca de bikinis Pretty Little Things. Também protagonizou capas de revistas de moda como Vogue e La Gazzetta dello Sport. Ademais, graças ao seu trabalho de modelo, em 2018 passou a ser a espanhola mais seguida na rede social Instagram, com o que começou uma carreira como influencer. Nos anos seguintes, atingiu a marca de mais de 30 milhões de seguidores na rede social, tornando-se um fenômeno na área.
Em novembro de 2019 foi à noite de gala do MTV Europe Music Awards, sendo a apresentadora responsável por entregar um prêmio à cantora espanhola Rosalía. Posteriormente, em fevereiro de 2020, estreou como apresentadora no Festival da Canção de San Remo. Em outubro desse ano, apareceu como uma das competidoras no programa da Antena 3 Mask Singer: adivina quién canta, onde fez o papel de Leão cantando a canção Si por mi fuera de Beret, com quem mais adiante interpretou a canção no palco do Starlite Festival em Marbella. Nesses anos, marcou presença como celebridade convidada em festivais de cinema e música de grande proeminência como o Festival Internacional de Cinema de Veneza em suas 77ª e 78ª edições, e no Festival de Cannes em 2021.
Em fevereiro de 2021, iniciou carreira como empresária com sua própria marca de roupas OM By G, que esgotou o estoque de seu primeiro produto no primeiro dia de seu lançamento. Em abril do mesmo ano, anunciou-se seu contrato para Netflix para a realização de um documentário sobre sua vida, cujas gravações começaram em maio e que teve sua primeira apresentação no FesTVal de Vitoria. O reality foi lançado mundialmente em 27 de janeiro de 2022 através da Netflix.

## Projetos filantrópicos
Envolveu-se com a fundação Nuevo Futuro em 2017, com a qual segue unida atualmente. A fundação trabalha para que meninos e jovens desprotegidos e carentes de ambiente familiar recebam educação e possam conviver de maneira estável. Por seu compromisso com dita associação, recebeu prêmios por seu compromisso social e labor filantrópica.

## Filmografia
| Ano        | Título                                 | Corrente | Papel       | Ref. |
| ---------- | -------------------------------------- | -------- | ----------- | ---- |
| 2020       | Gala do Festival da Canção de San Remo | Rai 1    |             |      |
| 2020       | Mask Singer: adivinha quem canta       | Antena 3 | Competidora |      |
| 2022- 2023 | Eu, Georgina                           | Netflix  | Ela mesma   |      |

## Prêmios e nomeações
- Prêmio por seu compromisso social, trabalho filantrópico e seu envolvimento em diferentes projetos humanitários na Starlite Gala 2021.[47]